# Campo Real
Campo Real er en by og kommune i det centrale Spanien i Madrid-regionen. Den har et indbyggertal på 6.802 (2024) indbyggere.